# Конхоида Слюза

Конхоида Слюза для некоторых значений a

Конхоиды Слюза — это семейство плоских кривых, которые изучал в 1662 году Рене́-Франсу́а Валте́р, барон де Слюз.
Кривые задаются в полярных координатах уравнением
{\displaystyle r=\sec \theta +a\cos \theta }.
В декартовой системе кривые удовлетворяют уравнению
{\displaystyle (x-1)(x^{2}+y^{2})=ax^{2}}
за исключением случая a = 0, в котором кривая имеет изолированную точку (0,0), которой нет в полярном представлении кривой.
Кривые являются рациональными круговыми кубическими плоскими кривыми.
Выражения имеют асимптоту x=1 (для a≠0). Точка, наиболее удалённая от асимптоты — (1+a,0). (0,0) является точкой самопересечения для a<−1.
Для {\displaystyle a\geq -1} область между кривой и асимптотой имеет площадь 
{\displaystyle |a|(1+a/4)\pi }
Для {\displaystyle a<-1} площадь равна
{\displaystyle \left(1-{\frac {a}{2}}\right){\sqrt {-(a+1)}}-a\left(2+{\frac {a}{2}}\right)\arcsin {\frac {1}{\sqrt {-a}}}.}
Если {\displaystyle a<-1}, кривая имеет петлю. Площадь петли равна 
{\displaystyle \left(2+{\frac {a}{2}}\right)a\arccos {\frac {1}{\sqrt {-a}}}+\left(1-{\frac {a}{2}}\right){\sqrt {-(a+1)}}.}
Семь кривых из семейства имеют собственные имена:
a = 0, прямая (асимптота для остальных кривых семейства)
a = 1, визиера
a = 2, верзиера
a = {\displaystyle {\frac {2}{\sqrt {2}}}}, псевдоверзиера
a = −1, циссоида Диокла
a = −2, прямая строфоида
a = −4, трисектриса Маклорена